# Gornji Čehi
Gornji Čehi is een plaats in de gemeente Zagreb in de Kroatische provincie Stad Zagreb. De plaats telt 338 inwoners (2001).